# Умершие в декабре 2022 года
Это список известных людей, соответствующих установленным критериям значимости (см. Википедия:Критерии значимости персоналий), умерших в декабре 2022 года.
Причина смерти указывается лишь в исключительных случаях (убийство, самоубийство, гибель в результате военных действий, смертная казнь, ДТП или несчастные случаи). В остальных случаях — не указывается.

## 31 декабря
- Баутин, Сергей Викторович (55) — советский и российский хоккеист, олимпийский чемпион в составе Объединённой команды (1992)[1].
- Бенедикт XVI (95) — немецкий католический епископ, папа Римский (2005—2013)[2].
- Ван Фосун[кит.] (89) — китайский химик, член Китайской академии наук (1991)[3].
- Васенков, Валентин Васильевич (69) — советский и российский композитор, автор саундтрека к первым мультфильмам студии «Мельница»[4].
- Вацек, Мирослав (87) — чехословацкий генерал, министр обороны (1989—1990)[5].
- Козлов, Владимир Александрович (92) — советский и российский челюстно-лицевой хирург и хирург-стоматолог, член-корреспондент РАМН (1997—2014), член-корреспондент РАН (2014)[6].
- Легари, Джаффар Хан[англ.] (81) — пакистанский политический деятель, депутат Национальной ассамблеи (2002—2018, с 2018 года)[7].
- Марчинский, Иосиф Иосифович (70) — украинский скульптор[8].
- Пойнтер, Анита[англ.] (74) — американская певица[9].
- Санчес-Теран, Сальвадор[исп.] (88) — испанский политик, министр труда (1980)[10].
- Спада, Пьетро (87) — итальянский пианист и музыковед[11].
- Туманик, Геннадий Николаевич (82) — советский и российский архитектор, заслуженный  архитектор РСФСР (1986), член-корреспондент РААСН (1994)[12].
- Цзян Лун (89) — китайский физикохимик, член Китайской академии наук (2001)[13].

## 30 декабря
- Баркая, Владимир Александрович (85) — советский футболист, игравший в национальной сборной[14].
- Вейцель, Джон Куинн[англ.] (94) — американский католический прелат, епископ Самоа — Паго-Паго (1986—2013)[15].
- Гленкросс, Брайан (81) — австралийский игрок в хоккей на траве, призёр Олимпийских игр (1964, 1968)[16].
- Железняков, Владимир Васильевич (91) — советский и российский астрофизик, академик РАН (1997)[17].
- Землярич, Янез (94) — югославский государственный деятель, премьер-министр Словении (1980—1984)[18].
- Иваненко, Виктор Валентинович (75) — советский и российский деятель органов государственной безопасности, председатель КГБ РСФСР (1991), директор Агентства федеральной безопасности РСФСР (1991—1992), генерал-майор[19].
- Ли Цзин[кит.] (92) — китайский военный деятель, командующий авиацией военно-морских сил Китайской Народной Республики (1983—1990)[20].
- Магазов, Риза Шаихъянович (90) — советский и российский врач, академик АН Башкортостана (1991)[21].
- Поспелов, Игорь Гермогенович (72) — российский математик, член-корреспондент РАН (2008), сын Г. С. Поспелова[22].
- Робертс, Брюс (80) — американский кёрлингист, чемпион мира (1976)[23].
- Толедано, Шмуэль (101) — израильский сотрудник Моссада (1953—1976) и политик, депутат Кнессета (1977—1981)[24].
- Уолтерс, Барбара (93) — американская телеведущая, журналистка и писательница[25].
- Хартвиг, Рекс (93) — австралийский теннисист[26].

## 29 декабря
- Адам, Йожеф (72) — венгерский учёный-геодезист, действительный член Венгерской академии наук (2004)[27].
- Артемьев, Эдуард Николаевич (85) — советский и российский композитор, народный артист Российской Федерации (1999), Герой Труда Российской Федерации (2022)[28].
- Бернетт, Джон[англ.] (87) — английский игрок в регбилиг[29].
- Ваккаро, Тони[англ.] (100) — американский фотограф[30].
- Варга, Янош (83) — венгерский борец греко-римского стиля, олимпийский чемпион (1968), чемпион мира (1963, 1970)[31].
- Вествуд, Вивьен (81) — британский модельер[32].
- Деодато, Руджеро (83) — итальянский кинорежиссёр, сценарист и продюсер[33]
- Ди Ган, Иосиф (94) — тайваньский католический прелат, епископ Цзяи (1975—1985), архиепископ Тайбэя (1989—2004)[34].
- Исодзаки, Арата (91) — японский архитектор[35].
- Касавули, Кэтрин (60) — кенийская телеведущая[36].
- Максимилиан, маркграф Баденский (89) — глава Баденского великогерцогского дома и титулярный великий герцог Баденский (с 1963)[37].
- Кертес, Михаль (75) — югославский и сербский политик[38].
- Огурцов, Олег Фёдорович (89) — советский и российский живописец, академик РАХ (2008)[39].
- Пеле (82) — бразильский футболист и государственный деятель, трёхкратный чемпион мира (1958, 1962, 1970), министр спорта (1995—1998)[40].
- Прокопов, Игорь Владимирович (91) — советский хозяйственный, государственный и политический деятель, заместитель министра цветной металлургии (1982—1990), глава концерна Совалюминий[41].
- Рехман, Шабана[норв.] (46) — пакистано-норвежская стендап-комедиантка, писательница[42].
- Сависаар, Эдгар Эльмарович (72) — эстонский государственный деятель, премьер-министр (1990—1992)[43].
- Саха, Субрата[англ.] (69) — индийский политик[44].
- Тайсон, Иэн (89) — канадский кантри-певец[45].
- Чиж, Мирослав (68) — словацкий политический деятель, депутат Национального совета (2002—2019) и Европарламента (с 2019)[46].
- Эдилов, Абдулкерим Халидович (31) — российский боец смешанных единоборств[47].
- Эсхёйс, Маргрит[нидерл.] (70) — нидерландская поп-певица[48].
- Яблонский, Валентин Андреевич[укр.] (92) — украинский учёный в области ветеринарной медицины и политик, член-корреспондент НААН Украины (1995), народный депутат Украины (1994—1998)[49].

## 28 декабря
- Барси, Бернар[фр.] (80) — французский римско-католический прелат, архиепископ Монако (2000—2020)[50].
- Де Суза, Линда[порт.] (74) — португальская и французская эстрадная певица[51].
- Дударенко, Андрей Степанович (92) — советский и белорусский актёр[52].
- Индейцев, Дмитрий Анатольевич (74) — российский учёный в области механики, и. о. директора (2002—2004) и директор (2004—2015) ИПМаш РАН, член-корреспондент РАН (2006)[53].
- Коуплэнд, Ален[англ.] (96) — американский певец, композитор и дирижёр, лауреат премии Грэмми[54].
- Кучкин, Геннадий Павлович (68) — советский военный деятель, участник войны в Афганистане, Герой Советского Союза (1983)[55].
- Лусканов, Владимир Ильич (67) — советский и российский журналист[56].
- Нестеров, Владимир Евгеньевич (73) — советский и российский конструктор, генеральный директор Центра имени Хруничева (2005—2012)[57].
- Флавин, Дик (86) — американский поэт[58].
- Фудзии, Акира[яп.] (81) — японский астроном[59].

## 27 декабря
- Белевцев, Рудольф Яковлевич (85) — советский и украинский учёный в области термодинамики геосфер, член-корреспондент АН УССР / НАН Украины (1990), сын Я. Н. Белевцева[60].
- Бентежак, Доминик[фр.] (78) — французский спортсмен (конное троеборье), серебряный призёр чемпионата мира[англ.] (1970)[61].
- Бернхайм, Ален (91) — французский пианист и историк масонства[62].
- Гаткин, Евгений Яковлевич (68) — российский спортивный врач, доктор медицинских наук (2009)[63].
- Иван, Анджей (63) — польский футболист[64].
- Кукушкин, Алексей Васильевич (98) — советский военачальник, начальник разведки Воздушно-десантных войск (1970—1985), полковник, лауреат Государственной премии СССР[65].
- Мичели, Родольфо (92) — аргентинский футболист[66].
- Сальмоираги, Джорджо (86) — итальянский художник[67].
- Сёллёши, Имре (81) — венгерский гребец-байдарочник, призёр Олимпийских игр (1960 — дважды, 1968), чемпион мира (1966)[68].
- Феррин, Арни (97) — американский баскетболист, чемпион НБА[69].

## 26 декабря
- Арский, Юрий Михайлович (86) — российский учёный, специалист в области эффективного использования природных ресурсов, геоинформатики и геоэкономики, академик РАН (2000)[70].
- Гуань Чжаое[кит.] (93) — китайский архитектор[71].
- Дмитриев, Сергей Игоревич (58) — советский и российский футболист, серебряный призёр чемпионата Европы в составе национальной сборной (1988)[72].
- Кобчикова, Марина Всеволодовна (81) — советская и российская актриса театра, народная артистка Татарстана (1995)[73]
- Лённдаль, Лассе (94) — шведский певец и актёр[74].
- Ли, Виктория[англ.] (18) — американская спортсменка, борец смешанного стиля, участница промоушена ONE[75].
- Мега Феррейра, Антониу (73) — португальский писатель и журналист[76].
- Синьорелло, Никола (96) — итальянский политик, сенатор (1968—1985), мэр Рима (1985—1988), министр туризма (1973—1974, 1980—1983)[77].
- Стрижало, Владимир Александрович (82) — украинский учёный в области механики, член-корреспондент НАН Украины (2012)[78][79].
- Шевченко, Александр Александрович (61) — советский и российский эстрадный певец, продюсер, музыкант, композитор[80].
- Эбенё, Хорст (92) — австрийский композитор[81].
- Ямина, Боян[англ.] (43) — боснийский футболист (ОФК, «Славия» Сараево, «Челик»)[82].
- Янь Динсянь[кит.] (86) — китайский художник и режиссёр-аниматор[83].

## 25 декабря
- Блондель, Жан (93) — французский политолог[84].
- Бурден, Франсуаза (70) — французская писательница[85].
- Ватанабэ, Кёдзи[яп.] (92) — японский историк[86].
- Грау, Юрке (85) — немецкий ботаник[87].
- Димитров, Георгий (74) — болгарский тренер по лёгкой атлетике[88].
- Друкман, Хаим (90) — израильский раввин, политик и общественный деятель[89].
- Каруваннур Путтанвиттил Саси[англ.] (64) — индийский кинорежиссёр[90].
- Крастс, Улдис (79) — ливский поэт, прозаик, переводчик и журналист[91].
- Кубасов, Владимир Степанович (92) — советский и российский архитектор, народный архитектор Российской Федерации (2000), академик РААСН[92].
- Ли Цзылю[кит.] (90) — китайский политический деятель, мэр города Гуанчжоу (1990—1996)[93].
- Литвинец, Богуслав (91) — польский театральный директор и политик[94].
- Маслов, Алексей Фёдорович (69) — российский военачальник, главнокомандующий Сухопутными войсками Российской Федерации (2004—2008), генерал армии (2006)[95].
- Моисеев, Евгений Иванович (74) — российский информатик, академик РАН (2003)[96].
- Никулина, Аля Фёдоровна (85) — советская и российская актриса[97].
- О’Нил, Фабиан (49) — уругвайский футболист, игрок национальной сборной[98].
- Тун Таньцзюнь[кит.] (88) — китайский онколог, член Китайской академии наук (2005)[99].
- У Чэнкан[кит.] (93) — китайский учёный в области аэродинамики, член Китайской академии наук (1992)[100].
- Фукс, Михаэль (73) — немецкий политический деятель, депутат Бундестага (2002—2017)[101].
- Фуруя, Кахору (114) — японская супердолгожительница[102].

## 24 декабря
- Адорни, Витторио (85) — итальянский шоссейный велогонщик, чемпион мира (1968)[103].
- Антов, Павел Генрихович (65) — российский предприниматель; несчастный случай[104].
- Бочкарёв, Николай Геннадиевич (75) — советский и российский астрофизик, доктор физико-математических наук (1988), профессор, научный сотрудник ГАИШ МГУ[105].
- Берд, Джон (86) — британский актёр[106].
- Бузаков, Александр Сергеевич (66) — российский кораблестроитель, генеральный директор АО «Адмиралтейские верфи» (с 2011 года), лауреат Премии Правительства Российской Федерации в области науки и техники[107].
- Ерофеев, Олег Александрович (82) — советский и российский военачальник, командующий Северным флотом (1992—1999), адмирал (1992)[108].
- Матуля, Здравко[исп.] (65) — югославский и хорватский мотогонщик[109].
- Пономаренко, Александр Сергеевич (55) — российский комик, музыкант, пародист[110].
- Пстроконский, Анджей (86) — польский баскетболист, участник летних Олимпийских игр 1964 и 1968 годов[111].
- Раунд, Барри[англ.] (72) — игрок в австралийский футбол[112].
- Фраттини, Франко (65) — итальянский политик, министр иностранных дел (2002—2004, 2008—2011)[113].
- Хегелер, Аня (57) — немецкая шахматистка[114].
- Шарма, Туниша (20) — индийская актриса; самоубийство[115].

## 23 декабря
- Аль-Бадави, Суад аль-Фатех Мохаммед[араб.] (90) — суданская политическая деятельница, депутат парламента (1996—2005), борец за права женщин[116].
- Бхаттачарджи, Карненду[англ.] (84) — индийский политик, депутат Раджьи сабхи (1996—2008)[117].
- Галинос, Спиридон[англ.] (70) — греческий политический деятель, депутат парламента Греции, глава острова Лесбос[118].
- Грейф, Стивен (78) — английский актёр, номинант на премию «Оливье»[119].
- Дель Монте, Мария (77) — итальянская актриса и певица[120].
- Коэн, Джордж (83) — английский футболист, игравший в национальной сборной, чемпион мира (1966)[121].
- Кылар, Эрих (98) — советский и эстонский дирижёр и перкуссионист, заслуженный артист Эстонской ССР (1968)[122].
- Лу Цян[кит.] (86) — китайский учёный по автоматическому управлению и динамике энергосистем, член Китайской академии наук (1991)[123].
- Матвеев, Леонид Иванович (85) — советский и российский государственный, партийный деятель и дипломат, управляющий делами МИД СССР, Генеральный консул СССР и РФ в Карловых Варах[124].
- Maxi Jazz[англ.] (65) — солист британской электронной группы Faithless, рэпер и диджей[125].
- Миронова, Ленина Николаевна (91) — белорусский архитектор, искусствовед, педагог[126].
- Рохо, Хосе Франсиско (75) — испанский футболист, игравший в национальной сборной, и футбольный тренер[127].
- Рындзак, Михаил Иосифович[укр.] (75) — украинский театральный художник, народный художник Украины (2010)[128].
- Серменьо, Хенаро (74) — сальвадорский футболист, участник чемпионата мира (1970)[129].
- Стрейфф, Филипп (67) — французский автогонщик[130].
- Уэтстоун, Энтони[англ.] (95) — британский адмирал[131].
- Фитош, Йожеф[венг.] (63) — венгерский футболист и футбольный менеджер[132].
- Цзян Хуалян (57) — китайский фармаколог, член Китайской академии наук (2017)[133].
- Чжан Юшан[кит.] (97) — китайский биохимик, член Китайской академии наук (2001)[134].

## 22 декабря
- Боннар, Стефан (45) — американский боец смешанного стиля[135].
- Вайберт, Ронан (58) — британский актёр[136].
- Вердиев, Фикрет Сулейман оглы (75) — советский и азербайджанский тарист, народный артист Азербайджана (2014)[137].
- Гумматов, Альакрам (74) — азербайджанский политический деятель, президент самопровозглашённой Талыш-Муганской автономной республики (1993)[138].
- Гурьянов, Алексей Николаевич (78) — советский и российский химик, член-корреспондент РАН (2000)[139].
- Еланов, Аркадий Валентинович (58) — российский живописец, член-корреспондент РАХ (2012)[140].
- Золотарёв, Михаил Юрьевич (66) — российский рапирист и тренер, заслуженный тренер России (1999)[141].
- Ибаньес, Конча (93) — испанская художница и писательница[142].
- Тилак, Мукта (57) — индийский политик, депутат Законодательного собрания Махараштры, мэр Пуны (2017—2019)[143].
- Ткач, Антон (71) — чехословацкий трековый велогонщик, олимпийский чемпион (1976), чемпион мира (1974, 1978)[144].
- Шагапов, Владислав Шайхулагзамович (74) — советский и российский учёный в области механики, доктор физико-математических наук, профессор[145].
- Шейбани, Аббас (91) — иранский врач, профессор университета и политический деятель, депутат Меджлиса (1981—2000), член исламского городского совета Тегерана (2003—2017)[146].
- BIg Scarr (22) — американский рэпер[147].

## 21 декабря
- Азор Роза, Альберто (89) — итальянский литературный критик, историк и политик, член Палаты депутатов (1979—1980)[148].
- Айталы, Амангельды Абдрахманович (83) — советский и казахстанский философ и общественный деятель[149].
- Афанасьев, Геннадий Сергеевич (32) — украинский общественный деятель; погиб[150].
- Бобало-Яремчук, Олег Михайлович[укр.] (44) — украинский режиссёр телевизионных фильмов; погиб[151].
- Боярский, Пётр Владимирович (79) — российский культуролог, географ, физик, историк науки, писатель, полярник[152].
- Воронин, Анатолий Фёдорович (72) — советский и российский тренер по велоспорту, заслуженный тренер России (1995)[153].
- Герч, Франц (92) — швейцарский художник[154].
- Даулинг, Кристофер[англ.] (78) — мальтийский пловец, участник Олимпийских игр (1960)[155].
- Дробыш, Иван Степанович (71) — советский и российский актёр, заслуженный артист Российской Федерации (1999)[156].
- Кутны, Лайош[венг.] (83) — венгерский хоккеист, игрок национальной сборной, участник зимних Олимпийских игр (1964)[157].
- Макбейн, Дайан (81) — американская актриса[158].
- Подеста, Лаура[итал.] (68) — итальянская пловчиха, участница Олимпийских игр (1972) (о смерти стало известно в этот день)[159].
- Суда, Пакизе (70) — турецкая актриса[160].
- Тумпек, Дьёрдь[венг.] (93) — венгерский пловец, бронзовый призёр Олимпийских игр (1956)[161].
- Тьягу-Станкович, Деян (57) — сербский и португальский писатель и литературный переводчик[162].
- Ханум, Билкис (82/83) — пакистанская певица[163].
- Чендракасих, Амина[индон.] (84) — индонезийская актриса[164].
- Чирва, Юрий Николаевич (89) — советский и российский театровед, литературовед и педагог, кандидат искусствоведения[165].

## 20 декабря
- Крохин, Олег Николаевич (90) — советский и российский физик, директор ФИАН (1994—2004), академик РАН (2000)[166].
- Куропатвиньский, Лех (75) — польский политический деятель, депутат Сейма (2001—2007)[167].
- Лакич, Зоран (89) — югославский и черногорский историк, действительный член Черногорской академии наук и искусств (2000)[168].
- Се Вэньлун[кит.] (97) — китайский и сингапурский футболист, участник Олимпийских игр (1948)[169].
- Стукки, Луиджи[англ.] (81) — итальянский католический прелат, вспомогательный архиепископ Милана (2004—2020)[170].
- Суброто[англ.] (99) — индонезийский государственный деятель, министр энергетики и природных ресурсов (1978—1988), генеральный секретарь ОПЕК (1984—1985, 1988—1994)[171].
- Темиров, Болат Бисенович (53) — советский и казахстанский боксёр, чемпион СССР (1991) и СНГ (1992)[172].

## 19 декабря
- Аз-Зубай, Салам[араб.] (63) — иракский политический деятель, депутат Совета представителей (2005—2010)[173].
- Аль-Энези, Халаф[англ.] (76) — кувейтский политик, депутат Национального собрания (1981—2016)[174].
- Борута, Йонас (78) — литовский католический прелат, епископ Тельшяя (2002—2017)[175].
- Брито, Макс (54) — ивуарийский регбист, игрок национальной сборной[176].
- Душа, Мирча (67) — румынский политический деятель, министр обороны (2012—2015)[177].
- Иванов, Явор[англ.]* (58) — болгарский фигурист, участник Олимпийских игр (1984)[178].
- Линдберг, Пер-Ула[англ.] (82) — шведский пловец, чемпион Европы (1962)[179].
- Маккенни, Дон (88) — канадский хоккеист, обладатель Кубка Стэнли в составе «Торонто Мейпл Лифс» (1964)[180].
- Маркин, Юрий Иванович (80) — советский и российский джазмен, композитор и музыкальный педагог[181].
- Мессершмидт, Манфред (96) — немецкий историк, специалист по истории нацистской Германии и Второй мировой войны[182].
- Опрышко, Виталий Фёдорович (80) — украинский правовед, член-корреспондент НАН Украины (1997)[183].
- Родин, Александр (Алесь) (75) — белорусский художник[184].
- Смит, Эл (75) — американский профессиональный баскетболист[185].
- Фирсова, Валентина Александровна (85) — советский и российский передовик производства, Герой Социалистического Труда (1966)[186].
- Эдди, Соня (55) — американская актриса[187].
- Эндер, Эрвин Йозеф (85) — немецкий католический прелат[188].

## 18 декабря
- Аграновская, Людмила Семёновна (90) — советская и российская альпинистка и тренер[189].
- Аугустовичова, Хильда (88) — словацкая актриса[190].
- Бриан, Морис[фр.] (73) — французский юрист и политик, депутат Национального собрания (1981—1986, 1988—1993)[191].
- Будзанка, Ландо[итал.] (87) — итальянский актёр[192].
- Гамалий, Иван Павлович (66) — советский и украинский футболист[193].
- Даффи, Мартин[англ.] (55) — английский клавишник (Felt, Primal Scream)[194].
- Джакони Гандольфо, Хуан[исп.] (77) — чилийский хирург и политический деятель, министр здравоохранения (1986—1990)[195].
- Джордано, Даниэла[итал.] (76) — итальянская актриса, «Мисс Италия» 1966 года, 2-е место на конкурсе «Мисс Европа» 1967 года[196].
- Иннокентий (Шестопаль) (77) — архиерей Украинской православной церкви, епископ Конотопский и Глуховский (1999—2008)[197].
- Маринска, Ружа Лазарова[болг.] (78) — болгарский искусствовед, художественный критик и историк искусства[198].
- Моисеев, Михаил Алексеевич (83) — советский военачальник, генерал армии (1989), начальник Генерального штаба — первый заместитель Министра обороны СССР (1988—1991), и. о. министра обороны СССР (1991)[199].
- Пилипчук, Пётр Филиппович (75) — украинский юрист, председатель Верховного суда (2011—2013)[200].
- Саакян, Галуст Григорьевич (74) — армянский политик, член (1995—2018) и председатель (2014—2017) Национального собрания[201].
- Си Си[кит.] (85) — китайский писатель и поэт[202].
- Троян, Ладислав[чеш.] (90) — чехословацкий и чешский актёр[203].
- Фанкатт, Тревор (88) — южно-африканский теннисист, победитель чемпионата Австралии по теннису в смешанном парном разряде (1960)[204]
- Хендерикс, Вим (60) — бельгийский композитор[205].

## 17 декабря
- Белов, Валерий Иванович (75) — советский и российский тренер по боксу, заслуженный тренер СССР[206].
- Генрих, Дитер (95) — немецкий философ[207].
- Герберт, Николай (88) — британский аристократ, журналист и политический деятель, член Палаты лордов (1982—1999)[208].
- Грейси, Чарли (86) — американский музыкант и певец[209].
- Ермолкин, Виктор Иванович (88) — советский и российский учёный в области геологии и геохимии нефти и газа, доктор геолого-минералогических наук (1982), профессор РГУ нефти и газа (1982)[210].
- Лю Далинь (90) — китайский сексолог, профессор социологии Шанхайского университета[211].
- Муньос, Мануэль (94) — чилийский футболист, игрок национальной сборной[212].
- Мурадилаев, Азиз Усенович (44) — киргизский актёр, заслуженный артист Кыргызстана[213].
- Пёрлстайн, Филип (98) — американский художник и график[214].
- Пиньон, Нелида (85) — бразильская писательница[215].
- Полетто, Северино (89) — итальянский кардинал, архиепископ Турина (1999—2010)[216].
- Румянцев, Юрий Яковлевич (81) — советский актёр театра и кино, заслуженный артист Российской Федерации (1997)[217].
- Сисаск, Урмас[эст.] (62) — эстонский композитор[218].
- Тапио, Ээро (81) — финский борец классического стиля и тренер, чемпион мира (1967)[219].
- Фернандес Клементе, Элой[исп.] (80) — испанский экономист и историк[220].
- Ходжес, Майк (90) — британский кино- и телережиссёр, сценарист, продюсер[221].

## 16 декабря
- Алессандрини, Элия[англ.] (25) — швейцарский футболист; несчастный случай[222].
- Баяя, Антонин (80) — чехословацкий и чешский писатель[223].
- Гулак, Олег Николаевич (55) — белорусский правозащитник[224].
- Козявкин, Владимир Ильич (75) — советский и украинский врач-невролог, разработчик одной из современных систем реабилитации больных детским церебральным параличом, Герой Украины (2001)[225]
- Корбино, Жан-Поль[англ.] (74) — французский музыкант, певец и автор песен, один из основателей группы Tri Yann[226].
- Лигус, Робин (70) — британский серийный убийца[227].
- Михайлович, Синиша (53) — югославский и сербский футболист и тренер, игрок национальной сборной (1991—2003)[228].
- Садик Рохани (96) — иранский шиитский богослов и марджа[229].
- Сисон, Хосе Мария (83) — филиппинский писатель и политический деятель, основатель Коммунистической партии[230].
- Уэст, Барри (64) — английский профессиональный игрок в снукер (о смерти объявлено в этот день)[231].

## 15 декабря
- Аришина, Наталья Сергеевна (79) — советский и российский поэт, переводчик[232].
- Данелли, Дино[англ.] (78) — американский музыкант, барабанщик группы The Rascals[233].
- Ермалавичюс, Юозас Юозович (82) — советский и литовский политический деятель, секретарь КПЛ (КПСС) по идеологии[234].
- Лю Минцзю[кит.] (88) — китайский переводчик[235].
- Офер, Элияху[ивр.] (78) — израильский футболист, двукратный чемпион Израиля[236].
- Раджабов, Октай Мамед-ага оглы (81) — азербайджанский композитор, заслуженный деятель искусств Азербайджана (2019)[237].
- Серики, Адемола Расак[англ.] (63) — нигерийский политический деятель и дипломат, депутат Палаты представителей (1998—1999), посол в Испании (с 2021 года)[238].
- Эйкхард, Ширли[англ.] (67) — канадская певица и автор песен, трёхкратный лауреат премии «Джуно» (1973, 1974, 1992)[239].
- Невинский, Виталий Игоревич (26) — украинский военнослужащий, капитан, участник российско-украинской войны, Герой Украины (2023, посмертно); погиб в бою.

## 14 декабря
- Аз-Занун, Салим[араб.] (88) — палестинский политик, председатель Палестинского национального совета (с 1996 года)[240].
- Ван Эрд, Карел[нидерл.] (84) — нидерландский джазовый пианист и музыкальный продюсер[241].
- Кирстен, Вульф (88) — немецкий писатель и публицист[242].
- Левин, Борис Вульфович (85) — советский и российский геофизик, член-корреспондент РАН (2003), бард[243].
- Малаховский, Владислав Степанович (93) — советский и российский математик, заслуженный деятель науки Российской Федерации (1996)[244].
- Падилья, Айде[исп.] (86) — аргентинская актриса[245].
- Стоилов, Георгий (93) — болгарский архитектор и политик, министр архитектуры и общественных работ (1971—1973), Герой Социалистического Труда (1983), иностранный член РАХ (1995) и РААСН[246].
- Сэмюэльсон, Сидни[англ.] (97) — британский кинематографист, лауреат премии BAFTA Academy Fellowship Award (1993)[247].
- Франко, Джин[англ.] (98) — американский литературный критик, специалист по латиноамериканской литературе[248].
- Хьюз, Джон (92) — американский журналист, лауреат Пулитцеровской премии за международный репортаж (1967)[249].

## 13 декабря
- Аниконов, Юрий Евгеньевич (88) — советский и российский математик, доктор физико-математических наук (1978), профессор мехмата НГУ (1980), заслуженный деятель науки Российской Федерации (1998)[250].
- Ахаммад, Алауддин (74) — бангладешский политик, депутат Национальной ассамблеи (1999—2006)[251].
- Аюханов, Булат Газизович (84) — советский и казахстанский артист балета, балетмейстер и педагог, народный артист Казахской ССР (1973)[252].
- Барбоса Уэрта, Мигель (63) — мексиканский политик, член Палаты депутатов (2000—2003), председатель Сената (2014—2015), губернатор штата Пуэбла (с 2019 года)[253]
- Брампура, Ранджит Сингх[англ.] (85) — индийский политик, депутат Лок сабхи (2014—2019)[254].
- Глаголенко, Юрий Васильевич (76) — советский и российский химик, лауреат премии Правительства Российской Федерации в области науки и техники (2009), заслуженный химик РФ (2002)[255].
- Медведев, Армен Николаевич (84) — советский и российский киновед, председатель Госкино Российской Федерации (1992—1999)[256].
- Мусатов, Михаил Иванович (72) — российский политический деятель, депутат Государственной думы I—V созывов[257].
- Прозоров, Александр Александрович (89) — советский и российский генетик, доктор биологических наук, профессор, сотрудник ИОГен РАН[258].
- Пшинько, Александр Николаевич (74) — украинский учёный, ректор Днепровского университета железнодорожного транспорта (с 1997 года)[259].
- Хоффман фон Румерштайн, Людвиг (85) — австрийский католический деятель, и. о. великого магистра Мальтийского ордена (2017)[260].

## 12 декабря
- Алесси, Альберто[итал.] (83) — итальянский политик, член Палаты депутатов (1981—1983, 1987—1994)[261].
- Вооремаа, Андрес (78) — советский и эстонский шахматист[262].
- Гермашевский, Мирослав (81) — польский космонавт, Герой Советского Союза (1978)[263].
- Демидова, Нина Матвеевна (91) — советский и российский музыкальный педагог, заслуженный работник культуры РСФСР (1983)[264].
- Джена, Мохан (65) — индийский политик, депутат Лок сабхи (2004—2014)[265].
- Душ Анжуш, Ассунсан (76) — ангольский дипломат, министр иностранных дел Анголы (2008—2010)[266].
- Икбал, Чаудхари Саид[англ.] (56) — пакистанский политик, депутат Национальной ассамблеи (2008—2013)[267].
- Карр, Джим (71) — канадский политик и государственный деятель, член Палаты общин (с 2015 года), министр природных ресурсов (2015—2018), министр диверсификации внешней торговли (2018—2019)[268].
- Крус Сепеда, Сиро[исп.] (77) — сальвадорский политик, депутат (1985—2012) и председатель Законодательной ассамблеи (2000—2001, 2002—2006, 2009—2011), председатель Центральноамериканского парламента (2007—2008)[269].
- Линдер, Курт (89) — немецкий футболист и тренер[270].
- Марголин, Стюарт (82) — американский актёр, лауреат премии Эмми[271].
- Нубер, Херманн (87) — западногерманский футболист, участник чемпионата мира (1958)[272].
- Перович, Латинка (89) — югославский и сербский политик и историк[273].
- Ребристая, Ольга Владимировна (91) — советский и российский геоботаник и флорист, сотрудник БИН РАН[274].
- Реми Силадо (77) — индонезийский писатель, актёр и музыкант[275].
- Роу, Филиппа, баронесса Кутти (60) — британский политик, член Палаты лордов (с 2016 года)[276].
- Те Хон Пиоу[англ.] (92) — малайзийский банкир, основатель (1966) и председатель совета директоров Public Bank[277].
- Фараго, Иван (76) — венгерский шахматист, гроссмейстер (1976)[278].
- Шагерль, Йозеф (99) — австрийский скульптор[279].
- Шолтыс, Антон[чеш.] (85) — чехословацкий лыжник, участник зимних Олимпийских игр 1964 года[280].

## 11 декабря
- Бадаламенти, Анджело (85) — американский пианист и кинокомпозитор[281].
- Баев, Валерий Григорьевич (75) — советский и российский юрист, доктор юридических наук (2009), профессор[282].
- Бенето, Вальтер[фр.] (50) — французский велогонщик[283].
- Вильярроэль, Вашингтон (84) — чилийский футболист, двукратный чемпион Чили (1961, 1966) в составе «Универсидад Католика»[284].
- Власенко, Лариса Кирилловна (74) — советская и украинская актриса, народная артистка Украины (2019)[285].
- Губин, Валерий Дмитриевич (82) — советский и российский философ, писатель; доктор философских наук (1988)[286].
- Дойдж, Джефф[англ.] (68) — южноафриканский государственный деятель, министр общественных работ (2008—2010)[287].
- Капсалис, Эффи (51) — американская сторонница открытого доступа; самоубийство[288].
- Литовченко, Владимир Николаевич (73) — советский футбольный вратарь («Сокол»)[289].
- Мизрахи, Моше (72) — израильский политический деятель, депутат Кнессета (2013—2019)[290].
- Пауэлл, Кеннет[англ.] (82) — индийский спринтер, участник летних Олимпийских игр (1964), лауреат премии «Арджуна» (1965)[291].
- Сайлас, Пол (79) — американский профессиональный баскетболист и тренер, трёхкратный чемпион НБА в составе «Бостон Селтикс» и «Сиэтл Суперсоникс»[292].
- Санников, Георгий Захарович (93) — ветеран Внешней разведки КГБ, член Союза писателей России[293].
- Т. Радхакришнан[англ.] (67) — индийский политик, депутат Лок сабхи (2014—2019)[294].

## 10 декабря
- Алер, Джон (73) — американский оперный певец, лирический тенор, четырёхкратный лауреат премии «Грэмми» (1986, 1994)[295].
- Арустамова, Ирина Левоновна (57) — российский искусствовед, академик РАХ (2012)[296].
- Багаев, Мударис Басирович (71) — российский башкирский поэт, писатель, драматург и журналист[297].
- Грей, Берил[англ.] (95) — британская балерина[298].
- Джорджия Холт (96) — американская певица и актриса, мать певицы Шер[299].
- Кёстер, Вирве[эст.] (94) — эстонская певица[300].
- Корамыслов, Александр Анатольевич (53) — русский поэт и журналист[301].
- Левашёв, Евгений Михайлович (78) — советский и российский музыковед[302].
- Ратенко, Лариса Сергеевна (86) — советская балерина и педагог, заслуженная артистка РСФСР (1967)[303].
- Уол, Грант (49) — американский спортивный журналист[304].
- Чаван, Сулочана (89) — индийская певица[305].
- Чала Муана (64) — певица и танцовщица из Демократической Республики Конго[306].

## 9 декабря
- Бекяшев, Камиль Абдулович (79) — советский и российский юрист, специалист по международному праву и правовым проблемам морского рыболовства; доктор юридических наук (1986); профессор[307].
- Дойч, Херберт[англ.] (90) — американский композитор, изобретатель и педагог, один из изобретателей синтезатора Муга, почётный профессор университета Хофстра[308].
- Киттинджер, Джозеф (94) — офицер ВВС США, ветеран войны во Вьетнаме, главный участник проекта «Эксельсиор» (1959—1960)[309].
- Кудинов, Алексей Никифорович (85) — советский и российский учёный, доктор физико-математических наук (1975), профессор (1976), ректор Тверского государственного университета (1986—2007), заслуженный деятель науки РФ (1997)[310].
- Лауанд, Жудит[порт.] (100) — бразильская художница и гравёр, пионер бразильского модернистского движения[311].
- Микаллеф, Даниел[англ.] (94) — мальтийский политик и дипломат, спикер Палаты представителей (1982—1986), представитель Мальты в Парламентской ассамблее Совета Европы (1985—1986)[312].
- Мэдок, Рут[англ.] (79) — британская актриса и певица[313].
- Нехме, Абрахам[англ.] (95) — иерарх Мелькитской греко-католической церкви, архиепископ Хомса (1986—2005)[314].
- Овенден, Грэм (79), английский иллюстратор, живописец, историк искусства, писатель и фотограф.
- Сникере, Велта (101) — британская латышская поэтесса[315].
- Хуска, Михай[венг.] (89) — венгерский тяжёлоатлет, двукратный серебряный призёр чемпионатов мира и Европы (1962, 1963)[316].
- Шигапов, Мансур Ахметович (82) — советский и российский татарский актёр, поэт и писатель, заслуженный артист Республики Татарстан[317].
- Янг, Дэвид, барон Янг из Граффхэма (90) — британский политик, государственный секретарь по вопросам занятости (1985—1987), государственный секретарь по торговле и промышленности (1987—1989), член Палаты лордов (с 1984 года)[318].

## 8 декабря
- Абдуллаев, Абдумавлян Абдуллаевич (92) — советский и узбекский биолог, академик АН Узбекистана (1995)[319].
- Гасеми, Ростам (58) — иранский политический деятель, министр нефтяной промышленности (2011—2013) и министр дорог и городского развития Ирана (2021—2022)[320].
- Густас, Алдона[нем.] (90) — литовско-немецкая поэтесса[321].
- Дзюбан, Олег Иванович (72) — советский и казахстанский шахматист, шестикратный чемпион Казахской ССР[322].
- Дмитриев, Борис Ефимович (83) — советский и российский актёр, заслуженный артист РСФСР (1987)[323].
- Ешич, Миодраг (64) — югославский футболист, защитник, сербский тренер; ДТП[324].
- Ёсида, Ёсисигэ (89) — японский кинорежиссёр и киносценарист[325].
- Клептер, Ицхак[ивр.] (72) — израильский певец, композитор и гитарист[326].
- Малюта, Станислав Станиславович (84) — советский и украинский генетик, член-корреспондент НАНУ (2000)[327].
- Миллер, Ричард[англ.] (80) — американский скульптор и художник по визуальным эффектам, создатель бикини принцессы Леи[328][329].
- Сатраньо, Лидия Эльса (87) — аргентинская актриса и политическая деятельница, депутат парламента Аргентины (2007—2011)[330].
- Слейтон-Хьюз, Хелен (92) — американская актриса[331].
- Флорес, Сильвия (71) — белизский политик, спикер Палаты представителей (1998—2001), президент Сената (2001—2003)[332].
- Хильдебрандт, Марта (97) — перуанский лингвист и политическая деятельница, член (1995—2001, 2006—2011) и президент (1999—2000) Конгресса Республики Перу[333].
- Чикинёв, Игорь Владимирович (61) — советский и эстонский фехтовальщик, тренер по фехтованию[334].

## 7 декабря
- Богдалек, Ярослав (93) — чехословацкий горнолыжник, участник зимних Олимпийских игр (1956)[335].
- Волни, Герберт[англ.] (69) — тринидадский юрист и политический деятель, судья Высшего суда (1994—2010) и депутапарламента (2010—2015) Тринидада и Тобаго[336].
- Гонсалес, Армандо[англ.] (91) — испанский гребец (рулевой на каноэ-четверке), участник летних Олимпийских игр 1960 года[337].
- Джонсон, Джонни (101) — офицер ВВС Великобритании, последний остававшийся в живых участник операции Chastise рейда «Разрушителей дамб» в составе 617-й эскадрильи 17 мая 1943 года[338]
- Лаул, Рейн Хейнрихович (83) — советский и российский композитор и музыковед, доктор искусствоведения, профессор Санкт-Петербургской консерватории имени Н. А. Римского-Корсакова[339].
- Лындина, Эльга Михайловна (88) — советский и российский сценарист, кинодраматург, киновед, прозаик, кинокритик (о смерти стало известно в этот день)[340].
- Новицкий, Ян (83) — польский актёр[341].
- Сирон, Жак[фр.] (94) — французский киноактёр[342].

## 6 декабря
- Балох, Миха[словен.] (94) — югославский и словенский актёр[343].
- Бето Фускан (72) — бразильский футболист[344].
- Джет Блэк (84) — британский рок-музыкант, барабанщик The Stranglers[345].
- Кригер, Эдино (94) — бразильский композитор, продюсер, скрипач, дирижёр и музыкальный критик[346].
- Лейн, Миллс (86) — американский рефери (бокс)[347].
- Мидзуки, Итиро (74) — японский певец, композитор и актёр[348].
- Оловников, Алексей Матвеевич (86) — советский и российский биолог, лауреат Демидовской премии (2009)[349].
- Кэчжи, Хуан (95) — китайский учёный в области механики, член Китайской академии наук (1991), иностранный член РАН (2003)[350].
- Шляжявичюс, Адольфас (74) — литовский государственный деятель, премьер-министр (1993—1996)[351].

## 5 декабря
- Барки Азми, Ахмад Али[урду] (67) — индийский поэт[352].
- Болотин, Евгений Ионович (73) — российский учёный в области медицинской географии, эпидемиологии и паразитологии, доктор биологических наук (2004), сотрудник ТИГ ДВО РАН[353].
- Калягин, Борис Александрович (84) — советский журналист-международник[354].
- Кодрон, Жорж[фр.] (70) — французский актёр и режиссёр[355].
- Кралёвичова, Мария (95) — чехословацкая и словацкая актриса[356].
- Наумова, Лидия Андреевна (89) — советский и белорусский государственный и хозяйственный деятель, Герой Социалистического Труда (1971)[357].
- Овчачек, Эдуард (89) — чехословацкий и чешский художник и график[358].
- Рор, Бернд[нем.] (85) — немецкий трековый велогонщик, чемпион мира (1962)[359].
- Стюарт, Джим (92) — американский музыкальный продюсер[360].
- Султан, Сахибзада Назир[англ.] (78) — пакистанский политик, депутат Национальной ассамблеи (1970—1985, 1988—1997, 2013—2018)[361].
- Хугаев, Сурен Туганович (68) — советский и российский актёр, заслуженный артист Российской Федерации (1995)[362].
- Шавьер, Элена[порт.] (92) — бразильская актриса[363].
- Элли, Кёрсти (71) — американская актриса[364].

## 4 декабря
- Аристи, Амабле[исп.] (73) — доминиканский политик, член (1990—1999, с 2010) и председатель (1994—1998) Сената[365].
- Боллетьери, Ник (91) — американский теннисный тренер, член Международного зала теннисной славы (2014)[366].
- Ван Полл, Джек[нидерл.] (88) — нидерландский джазовый музыкант, композитор и аранжировщик[367].
- Гёттшинг, Мануэль (70) — немецкий композитор и музыкант[368].
- Дубровин, Юрий Дмитриевич (83) — советский, украинский и российский киноактёр, заслуженный артист Российской Федерации (2007)[369].
- Магомедов, Магомедали Магомедович (92) — советский и российский партийный и государственный деятель, председатель Государственного совета Дагестана (1994—2006), Герой Труда Российской Федерации (2019)[370].
- Макграт, Боб (90) — американский актёр и певец[371].
- Меркатц, Карл[нем.] (92) — австрийский актёр[372].
- Скуднев, Владимир Митрофанович (85) — советский и российский борец вольного стиля и тренер, заслуженный тренер России (1995)[373].
- Тамбе, Патрик (73) — французский автогонщик[374].
- Фавзи, Муфид[араб.] (89) — египетский журналист и телеведущий[375].
- Хан, Саид Мухаммад (87) — пакистанский морской офицер и дипломат, начальник штаба Военно-морских сил Пакистана (1991—1994), посол в Нидерландах (1994—1998)[376].
- Шерцер, Алекс (51) — американский шахматист, гроссмейстер (1993)[377].

## 3 декабря
- Абил, Конысбай Искендирулы (68) — казахский поэт, композитор и журналист[378].
- Вио Гросси, Эдуардо[исп.] (78) — чилийский юрист, судья Межамериканского суда по правам человека (2010—2021)[379].
- Гомес, Мильтон[исп.] (74) — боливийский государственный деятель, министр горнодобывающей промышленности и металлургии (2010), министр труда, занятости и социальной защиты (2019)[380].
- Грицан, Анатолий Васильевич[укр.] (72) — украинский режиссёр, директор Института искусств Прикарпатского университета (с 2001), заслуженный деятель искусств Украины (1999)[381].
- Жармухамедов, Алжан Мусурбекович (78) — советский баскетболист, олимпийский чемпион (1972)[382].
- Зелкин, Александр (84) — французско-канадский эстрадный певец, исполнитель народных песен[383].
- Зограф, Ирина Тиграновна (90) — советский и российский языковед, востоковед-китаист, доктор филологических наук (1981), сотрудник ИВР РАН[384].
- Кипель, Витовт Ефимович[бел.] (95) — белорусский историк, деятель белорусской эмиграции[385].
- Кожухарь, Владимир Маркович (81) — советский и украинский дирижёр, народный артист РСФСР (1985), народный артист Украины (1993)[386].
- Козлова, Светлана Сергеевна (54) — российский драматург и театральный педагог[387].
- Колби, Джим[англ.] (80) — американский политик, член Палаты представителей (1985—2007)[388].
- Коллинз, Майкл[англ.] (82) — ирландский политик, депутат Палаты представителей (1997—2007)[389].
- Критьен, Джон Эдвард[англ.] (73) — мальтийский католический чиновник, великий канцлер Мальтийского ордена (2016—2017)[390].
- Марчани, Анджело[англ.] (94) — итальянский ватерполист, бронзовый призёр чемпионата Европы (1954)[391].
- Мостафа, Гулам[англ.] (88) — бангладешский бизнесмен и политик, депутат Национальной ассамблеи (2008—2014), министр энергетики и природных ресурсов (1988)[392].
- Романд, Джина[исп.] (84) — кубинско-мексиканская актриса[393].
- Сокол, Святослав Михайлович (76) — российский политический деятель, депутат Государственной думы (1995—2016)[394].
- Хедлунд, Свенне[швед.] (77) — шведский эстрадный певец[395].
- Чилстром, Кеннет Оскар[англ.] (101) — американский лётчик-испытатель, первый пилот North American F-86 Sabre[396].
- Шадрин, Валерий Иванович (83) — российский театральный деятель, генеральный директор Международного чеховского фестиваля, президент Международной конфедерации театральных союзов[397].
- Штемлер, Илья Петрович (89) — советский и российский писатель[398].

## 2 декабря
- Аллен, Тони (83) — английский футболист[399].
- Антонов, Александр Сергеевич (50) — российский военный лётчик, наёмник ЧВК Вагнера, подполковник ВВС в отставке, Заслуженный военный лётчик Российской Федерации, участник российско-украинской войны, Герой России (2022, посмертно); погиб в бою[400].
- Баяти, Махмуд[перс.] (94) — иранский футболист и тренер, игрок национальной сборной, обладатель Кубка Азии по футболу (1968)[401].
- Вийтсо, Тийт-Рейн (84) — советский и эстонский лингвист, профессор Тартуского университета[402].
- Гадах, Тукарам[англ.] (69) — индийский политик, депутат Лок сабхи (2004—2009)[403].
- Герра Гарридо, Рауль[исп.] (87) — испанский писатель[404].
- Калашниченко, Александр Александрович (56) — советский и российский актёр, заслуженный артист Российской Федерации (2002)[405].
- Керлос (94) — предстоятель Эритрейской православной церкви, патриарх Эритрейский (с 2021 года)[406].
- Кефала, Антигона[англ.] (92) — австралийская поэтесса и прозаик, лауреат премии Патрика Уайта[англ.] (2022)[407].
- Кикугава, Ёсио (78) — японский футболист и тренер, игрок национальной сборной[408].
- Лапьер, Доминик (91) — французский писатель[409].
- Ли, Квентин Оливер[англ.] (34) — американский актёр и оперный певец (баритон), лауреат премии «Грэмми» (2021)[410].
- Локшин, Моисей Абрамович (93) — советский и российский учёный, заместитель генерального конструктора ОКБ Сухого, доктор технических наук, профессор МАИ (1980), заслуженный деятель науки Российской Федерации, заслуженный изобретатель РСФСР[411].
- Мальерс, Флорис[нидерл.] (89) — нидерландский бизнесмен, генеральный директор Unilever (1984—1994)[412].
- Молодкин, Вадим Борисович (81) — советский и украинский физик, член-корреспондент НАН Украины (1992)[413].
- Никишин, Владимир Николаевич (56) — российский военный штурман, наёмник ЧВК Вагнера, майор запаса ВВС РФ, участник российско-украинской войны, Герой России (2022, посмертно); погиб в бою[400].
- Пирс, Джо Кэрол[англ.] (78) — американская певица и автор песен[414].
- Робинсон, Дункан[англ.] (79) — британский искусствовед, директор музея Фицуильяма (1995—2007), руководитель колледжа Магдалины (2002—2012)[415].
- Смит, Гэддис[англ.] (89) — американский историк, доктор наук, профессор Йельского университета[416].
- Сторч, Лейла[англ.] (101) — американская гобоистка, главная гобоистка Хьюстонского симфонического оркестра, профессор[417].
- Стробел, Эл[англ.] (83) — американский киноактёр[418].
- Хамид, Наджма[англ.] (78) — пакистанский политик, сенатор (2009—2021)[419].
- Чёрная, Людмила Борисовна (104) — советский и российский публицист и переводчик[420].
- Чхве Бён Нёль[кор.] (84) — южнокорейский политический деятель, мэр Сеула (1994—1995)[421].
- Эдмонстон, Фил[англ.] (78) — канадский политик, депутат Парламента (1990—1993)[422].
- Энтховен, Дик[англ.] (85) — южноафриканский предприниматель, владелец фирмы Nando’s (с 2014 года)[423].
- Ященко, Виктор Романович (87) — советский государственный деятель, начальник ГУ геодезии и картографии при СМ СССР (1986—1991)[424].

## 1 декабря
- Абдул Хамид Павантех[англ.] (78) — малайзийский политик, депутат Парламента (1982—1986, 1999—2003), председатель Сената (2003—2009)[425].
- Балдан, Ферри Мурщидан[англ.] (61) — индонезийский государственный деятель, министр по аграрным вопросам и территориальному планированию (2014—2016)[426].
- Бальдини, Эрколе (89) — итальянский шоссейный велогонщик, олимпийский чемпион (1956), чемпион мира (1958)[427].
- Бьянко, Джерардо (91) — итальянский политик, министр общественного образования (1990—1991)[428].
- Василий (Златолинский) (90) — архиерей Украинской православной церкви (Московского патриархата), архиепископ Запорожский и Мелитопольский (1992—2009)[429].
- Демонжо, Милен (87) — французская киноактриса[430].
- Келлер, Ганс (88) — швейцарский учёный в области дайвинга и компьютеров, предприниматель[431].
- Кричевер, Игорь Моисеевич (72) — советский, российский и американский математик[432].
- Ла Торре, Сильвия[англ.] (89) — филиппинская певица и киноактриса[433].
- Лу Чжуго[кит.] (94) — китайский писатель и сценарист[434].
- Мафтун Амини, Ядулла[англ.] (96) — иранский поэт, писавший на персидском и азербайджанском языках[435].
- Моррис, Роберт[англ.] (79) — британский историк, доктор философии, почётный профессор Эдинбургского университета[436].
- Овчаренко, Виктор Иванович (70) — российский химик, академик РАН (2016)[437].
- Райхерт, Джулия[англ.] (76) — американский кинорежиссёр-документалист, лауреат премии «Оскар» (2020)[438].
- Ремесник, Юрий Петрович (83) — русский поэт[439].
- Сарычев, Василий Андреевич (91) — советский и российский математик и механик, доктор физико-математических наук (1969), профессор (1973)[440].
- Симанис, Харалдс[латыш.] (71) — советский и латвийский эстрадный певец[441].
- Спейт, Эндрю[англ.] (58) — австралийский и американский джазовый саксофонист, лауреат премии ARIA Music Awards (1999); погиб в железнодорожной катастрофе[442].
- Трухильо, Омар (45) — мексиканский футболист, игрок национальной сборной[443].
- Ултургашев, Анатолий Павлович (72) — советский и российский артист балета, заслуженный артист РСФСР (1988)[444].
- Уманский, Кирилл Алексеевич (60) — российский композитор, органист, заслуженный деятель искусств РФ[445].
- Хрисостомидис, Кипрос (80) — кипрский политический деятель, депутат Парламента (2006—2008)[446].
- Шария, Нугзар Спиридонович[груз.] (81) — советский и грузинский киноактёр, заслуженный артист Грузинской ССР (1965)[447].
- Ю Джэ Гон[кор.] (85) — южнокорейский политик, депутат Национального собрания Республики Корея (1996—2008)[448].
- Янушкевич, Василий Антонович (85) — советский и российский военачальник, генерал-майор[449].